# 히우촌 (니가타현)
히우촌(薭生村)은 니가타현 기타우오누마군에 있던 촌이다. 

## 역사
- 1889년 4월 1일 - 정촌제 시행에 의해 기타우오누마군 히우촌이 성립하였다.
- 1929년 3월 1일 - 오지야정의 일부, 가와구치정의 일부에 편입되어 소멸하였다.

## 참고문헌
- 『市町村名変遷辞典』東京堂出版、1990年。